# Aerocomp Comp Air 6
L'Aerocomp Comp Air 6 est un avion utilitaire léger destiné à la construction amateur, commercialisé en kit par la société américaine Aerocomp.
Version agrandie du Comp Air 4 pouvant recevoir tout moteur de 220 à 300 ch, c'est un monoplan à aile haute pour 6 passagers (passager compris) pouvant recevoir un train d'atterrissage fixe tricycle ou classique, ou des flotteurs. Le kit est vendu 45 645 U$ (sans moteur ni hélice) en 2006, Aerocomp proposant en option une aile trapézoïdale et un fuselage large (10 cm de plus), chaque option étant facturée 2000 U$. Selon la documentation du constructeur il faut environ 600 heures de travail pour assembler ce type d’appareil, comparable en taille comme en performances au Cessna 185 mais réalisé entièrement en matériaux composites. Le premier exemplaire [N61520] a volé en 1996 et une vingtaine étaient immatriculés en 2006 aux États-Unis.